# Grzegorz Piwkowski
Grzegorz Piwkowski – polski realizator dźwięku, specjalizujący się w masteringu. Na początku lat 90. XX podjął pracę jako asystent potem jako samodzielny realizator i współproducent m.in. w Izabelin Studio. W 1995 skupił swoją działalność wyłącznie na masteringu. Właściciel studia masteringowego High-End Audio.

## Wybrana dyskografia
Realizacja nagrań:
- Piersi - Piersi (1992)
- Piersi - My już są Amerykany (1993)
- Hey – Fire (1993)[2]
- Elektryczne Gitary – A ty co (1993)[3]
- T.Love - I Love You (1994)
- Dezerter - Ile procent duszy? (1994)
- Marek Jackowski - Fale Dunaju (1995)
- Dezerter - Mam kły mam pazury (1996)

Mastering:
- Edyta Bartosiewicz – Sen (1993)[4]
- Elektryczne Gitary – A ty co (1993)
- De Mono – Kamień i aksamit (1994)
- O.N.A. – Modlishka (1995)
- Robert Chojnacki – Sax & Sex (1995)
- Varius Manx – Elf (1995)
- Edyta Górniak – Dotyk (1995)
- Szwagierkolaska – Luksus (1995)
- Vader – De Profundis (1995)[5]
- Blenders – Fankomat (1996)
- Banita - Droga do gwiazd (1997)
- Dynamind - Mix Your Style (1997)
- Poniedziałek – ścieżka dźwiękowa do filmu pod tym samym tytułem (1998)
- Behemoth – Pandemonic Incantations (1998)[6]
- Mistic Molesta - Skandal (1998)
- 2Tm2,3 – Przyjdź (1997)[7]
- O.N.A. – T.R.I.P. (1998)
- Andrzej Piaseczny – Piasek (1998)
- Urszula – Supernova (1998)
- Grzegorz Turnau – Tutaj jestem (1998)
- 2Tm2,3 – 2Tm2,3 (1997)
- Arka Noego – A gu gu (2000)
- Behemoth - Thelema.6 (2000)[8]
- Houk – Extra Pan (2000)
- Coalition – Coalition (2001)
- Kasia Kowalska – Antidotum (2002)
- Myslovitz – Happiness Is Easy (2006)
- Lady Pank – Strach się bać (2007)
- Riverside - Anno Domini High Definition (2009)
- Muniek – Muniek (2010)[9]
- The Heavy Clouds (2017)[10]